# Алтубинал
Алтубинал — хутор в Туапсинском районе Краснодарского края. Входит в состав Октябрьского сельского поселения.

## География
Хутор расположен в 30 км от посёлка Октябрьский.
Единственная улица хутора носит название — Лесная.

## История
Алтубинал в переводе с турецкого — «хутор шести полян»: «алты» — шесть, «бинал» — поляна.
По сведениям на 1 января 1987 года на хуторе Алтубинал проживало 15 человек.
30 апреля 2021 года проект «Настоящее Время. Док» снял выпуск под названием - «Отрезанная Деревня».

## Население
| 1999 | 2002 | 2010 |
| ---- | ---- | ---- |
| 33   | ↘20  | ↗26  |